# Арьев, Андрей Юрьевич
Андре́й Ю́рьевич А́рьев (род. 18 января 1940, Ленинград) — советский и российский литературовед; прозаик, эссеист, литературный критик, редактор.

## Биография
В 1964 году окончил отделение русского языка и литературы филологического факультета ЛГУ. Дипломное сочинение  написал о романах Вениамина Каверина, с которым и в дальнейшем поддерживал отношения: фрагментарно их переписка опубликована в книгах Каверина «Вечерний день» (1982) и «Литератор» (1988).
После окончания университета работал в Северо-Западном издательстве (Архангельск), затем в Лениздате. Участвовал в экспедициях на Сахалин, Курильские острова и в Таджикистан. Одно время водил экскурсии в музее-заповеднике «Михайловское». Затем начал работать в журнале «Звезда», был консультантом отдела прозы, заместителем главного редактора. С 1972 года публиковал собственные прозаические произведения, как в советской периодике, так и в самиздате и за рубежом. С 1984 года — член Союза писателей СССР. Печатался как литературовед и литературный критик в различных периодических изданиях, таких как «Вопросы литературы», «Звезда», «Знамя», «Новый мир», исторический альманах «Минувшее» и другие. Автор более чем 400 печатных работ. Область интересов — русская культура XIX—XXI вв.
С 1992 года является вместе с Яковом Гординым соредактором журнала «Звезда».
В 2000 году выпустил книгу «Царская ветка», посвящённую осмыслению эволюции русской лирической поэзии XIX—XX вв. Будучи другом Сергея Довлатова со студенческих времён, после смерти Довлатова являлся составителем его собрания сочинений и комментатором его произведений; опубликовал воспоминания о нём. Автор ряда статей о творчестве Владимира Набокова. Автор книги «Жизнь Георгия Иванова. Документальное повествование».
Автор статей об Иване Крылове, о Федоре Тютчеве, Федоре Достоевском, Александре Блоке, Осипе Мандельштаме, Михаиле Булгакове, Леониде Добычине, Владимире Набокове и других литераторах прошлого, а также о своих современниках: Дмитрии Лихачёве, Риде Грачеве, Александре Панченко, Дмитрии Бобышеве, Викторе Сосноре, Александре Кушнере, Андрее Битове, Иосифе Бродском, Игоре Адамацком, Викторе Кривулине, Олеге Охапкине, Сергее  Стратановском и др.
Действительный член Академии русской современной словесности, учредитель и председатель Довлатовского фонда, член редколлегии журнала «Художественный вестник», член жюри русско-итальянской премии «Белла», председатель жюри премии «Русский Букер» (2014), дважды лауреат Царскосельской художественной премии (2015, 2021). Эссеистика и филологические работы  переведены на английский, голландский, итальянский, французский, эстонский языки. Живёт в Пушкине, Санкт-Петербург.

### Книги
- Царская ветка. СПб., 2000
- Жизнь Георгия Иванова. СПб., 2009
- «За медленным и золотым орлом»: О петербургской поэзии. СПб., 2018
- Андрей Арьев, Елена Скульская, Александр Генис. Три города Сергея Довлатова. М., 2020 (первоначально вышла на эстонском (Tallinn,  2018).

### Публикации в журналах и альманахах
- Долгота дня: Повесть // Часы. 1976. № 1 (перепеч.: Время и мы. 1977. № 23)
- Собеседник // Звезда. 1977. № 4
- Земное сердце (Художественное самосознание А. А. Блока) // Звезда. 1980. № 10
- Певец и глашатай // Звезда. 1985. № 9
- Правда как ложь, или Человек-артист эпохи Москвошвея // Опыты. 1994. № 1
- Пузыри земли (К теории почвенничества) // Достоевский и мировая культура: альм. М., 1995. № 4
- Нескучные песни земли: (к 60-летию Б. Парамонова) // Звезда. 1997. № 5
- Петушок-психея // Новый мир. 1997. № 5
- Набоков и враги // Cabiers de l’emigration Russe. Paris, 1999. № 5
- Маленький человек в поисках Бога // Всемирная лит-ра. 2003. № 16
- О речи, начатой весной: Виктор Шкловский // Weiner Slawistischer Almanach. Band 59. 2007
- Кто видел Беллу // Знамя. 2008. № 7
- Русская переимчивость как художественный приём // Звезда. 2009. № 7
- На память о будущем (об Омри Ронене) // Звезда. 2014. № 11
- После Самуила Лурье // Звезда. 2016. № 2
- В хороводе пространств // Звезда. 2016. № 4
- Семьдесят пять лет спустя // Звезда. 2016. № 9
- О сопряжении слов // Звезда. 2017. № 9
- «Осветлённая тьма» Валентина Левитина // Звезда. 2020. №3
- Рид Грачев и "Миф о Сизифе" // Звезда. 2020. №5
- Все впечатленья бытия // Звезда. 2020. №8

### Публикации в сборниках
- Пути ушедших лет, пути грядущих дней // Лен. панорама: Лит.-крит. сб. Л., 1984
- Что пользы если Моцарт будет жив… (Михаил Булгаков и Юрий Слезкин) // М. А. Булгаков-драматург и худож. культура его времени. М., 1988
- Вести из вечности (о смысле лит.-философской позиции В. В. Набокова) // В. В. Набоков: рro et contra. Т. 2. СПб., 2001
- По большому счету // «Каждая книга – поступок»: Воспоминания о В. Каверине. М., 2007
- Взаимно искажая отраженья. Ирина Одоевцева и «Посмертный дневник» Георгия Иванова // Россия и Запад: Сборник статей в честь 70-летия К. М. Азадовского. М., 2011
- Нечувствительный Лосев // Лифшиц / Лосев / Loseff. М., 2017
- Свеча горела. О Кирилле Бутырине // Памяти Кирилла Бутырина. СПб., 2017
- О соответствиях: Неизбежность непереводимого // Эткиндовские чтения VIII, IX. М., 2017
- Изгнание, где твоё жало? // Текст и традиция. Вып. 6. СПб., 2018
- Вкус застолья (Лев Лосев и Александр Блок) // Энергия Кризиса: Сборник в честь И. П. Смирнова. М., 2019

### Составитель
- Малоизвестный Довлатов: сб. / сост. и подгот. СПб., 1995; 1996; 2017
- Довлатов С. Собр. прозы: в 3 т. / сост. и предисл.  СПб., 1993; 2-е изд. 1995; 3-е изд. 2017
- Довлатов С. СС: в 4 т. / вст. ст., сост. и подг.  СПб., 1999; То же. 2001–2010
- Иванов Г. Одоевцева И. Гуль Р. Тройственный союз: Переписка 1953–1958 годов / публ., сост., комм. А. Арьева, С. Гуаньелли. СПб., 2010
- Георгий Иванов. Стихотворения / сост., вст. ст., подгот. текста и прим.  СПб., 2005; 2-е изд. 2010, 3-е изд. 2021)
- Царскосельская антология / сост., вст. ст., подгот. текста и прим.  СПб., 2016

### Вступительные статьи
- Смысл легенды // М. А. Гордин. Жизнь Ивана Крылова. М., 1985
- Преображение ума // Димитрий Панин. Держава созидателей. М., 1993
- За четверть века до начала сеанса // Коллекция: Петербургская проза (Ленинградский период) 1960-е. СПб., 2002.
- Современник метели // Фёдор Чирсков. Маленький городок на окраине Вселенной. СПб., 2007
- Крошка Цахес по прозванию СССР: О прозе Елены Чижовой // Елена Чижова. Крошка Цахес. Лавра. СПб., 2009.
- Отплытие // Л. Добычин. Полное собр. соч. и писем. СПб., 2013

### Биографические статьи в энциклопедиях и словарях
- Русские писатели 20 века: Биографический словарь. М., 2000
- Русская литература XX века. Прозаики, поэты, драматурги: Биобиблиографический словарь. В 3 т. СПб.-М.,2005
- Литературный Санкт-Петербург. XX век: Энциклопедический словарь. В 3 т. СПб., 2015

## Характеристика творчества
Вениамин Каверин писал об Арьеве: 

Его основная черта – умение почувствовать в любом современном произведении его исторический смысл. Он мыслит всей совокупностью исторических представлений в деле развития литературных направлений и школ. Поэтому он измеряет ценность художественного произведения не его быстротекущей злободневностью, а местом в долголетнем, медленно развивающемся процессе движения всей литературы в целом. — В. Каверин. Литератор. М., 1988. С. 254—255
В 2018 году  Арьев выпустил книгу «За медленным и золотым орлом». О петербургской поэзии», которая состоит из вереницы сцепленных между собой звеньев, начиная с пушкинского «Медного всадника» до наших дней. На основании их анализа, автор приходит к  определению феномена петербургской культуры, суть которой — создание «парадиза над бездной».
Даже проблемы отечественного «почвенничества» предстают у Арьева «в петербургской дымке». В эссе «Пузыри земли (К теории почвенничества)» он пишет: 

«Создатели почвеннической теории к крестьянскому сословию не принадлежали, да и вообще к сельской жизни имели отношение вполне косвенное. Выкристаллизовавшие свои теории в петербургском журнале “Время” Достоевский и Аполлон Григорьев – самые городские, самые интеллигентские наши писатели XIX века. Не только по биографии, но и по духу творчества. Лишь в городе, в котором лучше всего ощущается долг человека перед землёй и жажда этой земли, в “умышленном” городе, подобные теории и могли стать мировоззрением. Именно вследствие этого долга и этой жажды так сильны были в Петербурге интеллигентские порывы к самоотрицанию, и до сих пор свойственные едва ли не каждому представителю странного, но все-таки не ставящего корыстных целей “ордена”, увидевшего свет на берегах Невы». — А. Арьев.  «Пузыри земли (К теории почвенничества)» // Альманах «Достоевский и мировая культура». М., 1995, № 4. С. 113—134
Цикл мыслей, запечатлённых в «Пузырях земли», несомненно свойствен многим работам Арьева: «Петербургская пауза», «Интеллигенция без революции: Культура “серебряного века”», «Маленький человек в поисках Бога» и др. Филолог, журналист, сотрудник радио «Свобода» Иван Толстой охарактеризовал Арьева как «стойкого поклонника петербургского типа культуры».
Наиболее объёмное филологическое исследование Арьева ― книга «Жизнь Георгия Иванова» (СПб., 2009). О её «самом оригинальном повороте» Борис Парамонов говорит так: 

Арьев «…берет тему Петербурга не в противостоянии русскому так называемому варварству, то есть бескультурью, а в тесной, органической связи с русской и даже православной традицией. Вслед за Бердяевым Арьев видит в этой традиции неразрывную связь апокалиптики и нигилизма. Специфически русское открывается в тематической рамке апофатического богословия – неопределимости Бога, невозможности вынести какое-либо суждение о целостности бытия. А частичные суждения о правде фактов русскому, понятное дело, не интересны». — Парамонов Б. Феномен Георгия Иванова // Радио Свобода. 13 окт. 2009. Радиоэссе в передаче «Поверх барьеров»
Сам Арьев пишет об этом в таких выражениях: «Ивановское откровение на чужом дворе погружает в экзистенциальное содержание его поэзии: ему и всегда было петь не о чем. Его стихи “обделены всем” (Блок). Вот на этой обделённости (а какой русский человек не переживает обделённость как доминанту жизни?) и держится вся поэзия Георгия Иванова, в этом и её сила, и её горькая прелесть. Это её нерв. <…>. Конечно, апофатические умонастроения чреваты соскальзыванием в лоно традиционного русского нигилизма, в сильной степени различимого в ивановской художественной рефлексии. Но и весь русский нигилизм едва ли не является оборотной, темной стороной православного апофатизма.<…> в пустоте есть для поэта и некоторый источник. Даже первоисточник, без которого поэзия не существует». (А. Арьев. Жизнь Георгия Иванова. СПб., 2009). Опираясь на эти суждения,  Борис Парамонов заключает:

И совсем уже интересно — об органичности изгнания, чужбины, обделённости, неприсутствия для поэта — тема известная нам в мощном исполнении Цветаевой и Бродского, но не менее убедительно, только более изящно, звучащая у Георгия Иванова <…>. “Чужой двор” здесь — это и есть эмиграция. Но задержим внимание: обделённость понимается как доминанта жизни всякого русского человека, как его экзистенциальная судьба. В философии это называется “заброшенность”. Заброшены все, но получается, что русский человек заброшеннее прочих. Это и есть какая-то главная его свобода ― “тайная свобода”, как любит повторять Арьев за Пушкиным». — Парамонов Б. Феномен Георгия Иванова // Радио Свобода. 13 окт. 2009. Радиоэссе в передаче «Поверх барьеров»
В статьях об Александре Кушнере эта «тайная свобода» обоснована как доминантное свойство все того же петербургского «маленького человека», «антигероя» (см. «На расстоянье стиха»: Поэзия Александра Кушнера // Арьев А. «За медленным и золотым орлом»: О петербургской поэзии. СПб., 2018. С. 445 – 448 и др.).